# 阿格诺站
阿格诺站，是法国的一个铁路车站，位于法国东北部城市阿格诺。

## 位置
阿格诺站位于阿格诺市区的中部，文德奈姆－维桑堡铁路24.359公里处，也是阿格诺－阿加滕铁路的起点。车站大致呈南北走向，开口朝东。

## 设施
阿格诺站设有人工售票窗口，其开放时间如下：
- 周一至周五：6:10~19:40
- 周六：7:50~17:45
- 周日及节假日：9:50~18:40

此外，阿格诺站站内还设有自动售票机等设施。

## 停靠线路
以下列车线路在阿格诺站停靠：
| 阿格诺站列车线路表       |      |                       |                            |                 |
| 线路                     | 车种 | 上一站                | 下一站                     | 大致运行频率    |
| 斯特拉斯堡—阿格诺/维桑堡 | TER  | 比什维莱尔/马林塔勒   | （终点）/瓦尔堡/苏茨苏福雷 | 每天16趟左右    |
| 斯特拉斯堡—诺伊施塔特    | TER  | 比什维莱尔/马里昂塔勒 | 瓦尔堡/苏茨苏福雷          | 每周六、日各1趟 |
| 斯特拉斯堡—下布龙-莱班   | TER  | 比什维莱尔            | 什韦古斯                   | 每天9趟左右     |
| 1.                       |      |                       |                            |                 |

## 配套交通

### 长途客车
| 停靠阿格诺站的大巴车 |                  | |
| 上下车地点           | 运营单位         | 主要线路及目的地 |
| 阿格诺站门口         | 下莱茵省城际客运 | - 307线：比什维莱尔、埃尔利赛姆 - 309线：叙尔堡、贝奇多夫、阿滕 - 310线：埃格内、莫尔斯布龙莱班、朗巴克 - 320线：下谢福尔赛姆、布吕马特 - 330线：伦策奈姆、塞尔茨                                                                       |
| 阿格诺站门口         | SNCF Car TER     | - A04线：比什维莱尔、斯特拉斯堡 - A05线：梅茨维莱尔、赖什索芬、下布龙-莱班、比奇 - A26线：普法弗诺芬、上莫登、布克斯维莱尔、萨韦尔讷 - A34线：苏茨苏福雷、维桑堡 - 当某条铁路线施工或罢工时，SNCF可能也会提供途径该线路沿途站点的大巴车 |
| 1. 2. 3.             |                  | |

### 市内交通
| 阿格诺站附近的市内公共交通线路 |              | |
| 公交车站名称                   | 位置         | 停靠线路 |
| Gare de Hagueneau 阿格诺火车站 | 阿格诺站门口 | - 1路：阿格诺-飞行基地 ↔ 什韦古斯-罗森堡 - 2路：阿格诺-雷潘-开罗 ↔ 阿格诺-托邦奥夫商业中心 / 卡尔特努斯-埃蒂安街区 - 3路：阿格诺-羊圈路 ↔ 阿格诺-马林塔勒火车站 - 4路：阿格诺-布朗利 ↔ 什韦古斯-罗森堡 - 校车线路：A线、B线、C线、D线、E线、F线、G线、I线、N1线、N2线 |
| 1. 2. 3.                       |              | |

### 社会车辆
阿格诺站门口设有社会车辆停车场。

## 临近车站
| 阿格诺站（Gare de Haguenau）   |                      |                              |
| 上行车站                       | 线路                 | 下行车站                     |
| 马林塔勒站 4.8km ←             | 文德奈姆－维桑堡铁路 | 瓦尔堡站 → 8.35km            |
| （起点）                       | 阿格诺－阿加滕铁路   | 莫代尔河畔什韦古斯站 → 3.8km |
| - 本表仅显示运营中的线路及车站 |                      |                              |